# Rafer Johnson
Rafer Lewis Johnson (født 18. august 1934 i Hillsboro i Texas, død 2. december 2020 i Sherman Oaks, Californien) var en amerikansk atletikudøver (tikæmper) og filmskuespiller. 

## Atletikkarriere
Johnson debuterede i tikamp i 1954, og allerede i sin fjerde konkurrence forbedrede han verdensrekorden. Det følgende år vandt han disciplinen ved de panamerikanske lege, og har var derpå klar til sit første OL i 1956 i Melbourne.
Ved legene var han sammen med sin landsmand Milt Campbell favorit til guldet, men Johnson var småskadet og kunne derfor ikke præstere sit allerbedste. Derfor vandt Campbell guldet med 7937 point, mens Johnson trods alt sikrede sig sølv med 7587 point og sovjetiske Vasilij Kusnetsov bronze med 7465 point. Han var egentlig også udtaget til længdespringskonkurrencen, men skaden gjorde, at han ikke stillede op i denne disciplin.
I perioden frem til næste OL forbedrede Johnson verdensrekorden yderligere to gange: I 1958 og ved det amerikanske udtagelsesstævne til OL i 1960.
Ved OL 1960 i Rom var Johnson fanebærer ved åbningsceremonien. I tikampen var han den store favorit, mens hans nærmeste konkurrent formodedes at være taiwanesiske Yang C.K., der var Johnsons værelseskammerat far college og hans rigtig gode ven. Yang vandt de to første deldiscipliner af konkurrencen 100 m løb og længdespring, men i kuglestød var Johnson langt bedre og bragte sig i spidsen. Efter førstedagen var han i spidsen med 55 point. Yang bragte sig igen i spidsen efter 110 m hækkeløb, men efter ni deldiscipliner var Johnson tilbage i spidsen. Yang havde stadig muligheden for at vinde, hvis han  kunne distancere Johnson med ni sekunder, men amerikaneren valgte en taktik, hvor han lagde sig lige i hælene på taiwaneren, og denne kunne ikke ryste ham af. Yang kom i mål 1,2 sekunder foran Johnson, der dermed opnåede 8392 point og vandt guld, mens Yang med 8334 point fik sølv og Kusnetsov fra Sovjetunionen igen fik bronze med sine 7809 point. Yang var faktisk bedre end Johnson i syv af de ti deldiscipliner, men Johnsons styrke i de tre kastediscipliner sikrede ham guldet.
Johnson indstillede sin aktive atletikkarriere efter sin guldmedalje.

## Videre karriere
Johnson gik i gang med en skuespillerkarriere og medvirkede i flere film og tv-serier, blandt andet James Bond-filmen Licence to Kill (1989). Han blev også kendt for at promovere en række produkter, og han var en af de kendte personer, der støttede Robert Kennedy, og da denne i 1968 blev skudt, var han så tæt ved udåden, at han var med til at overmande attentatmanden.
Johnson tændte den olympiske flamme ved OL 1984 i Los Angeles. Han støttede desuden i stor udstrækning de  paralympiske lege.

## Privatliv
Rafer Johnsons bror, Jimmy, spillede amerikansk fodbold i San Francisco 49ers i 16 år. Hans datter, Jenny Johnson-Jordan, dyrkede beachvolley og deltog i denne sport ved OL 2000 i Sydney.